# Max Brauer

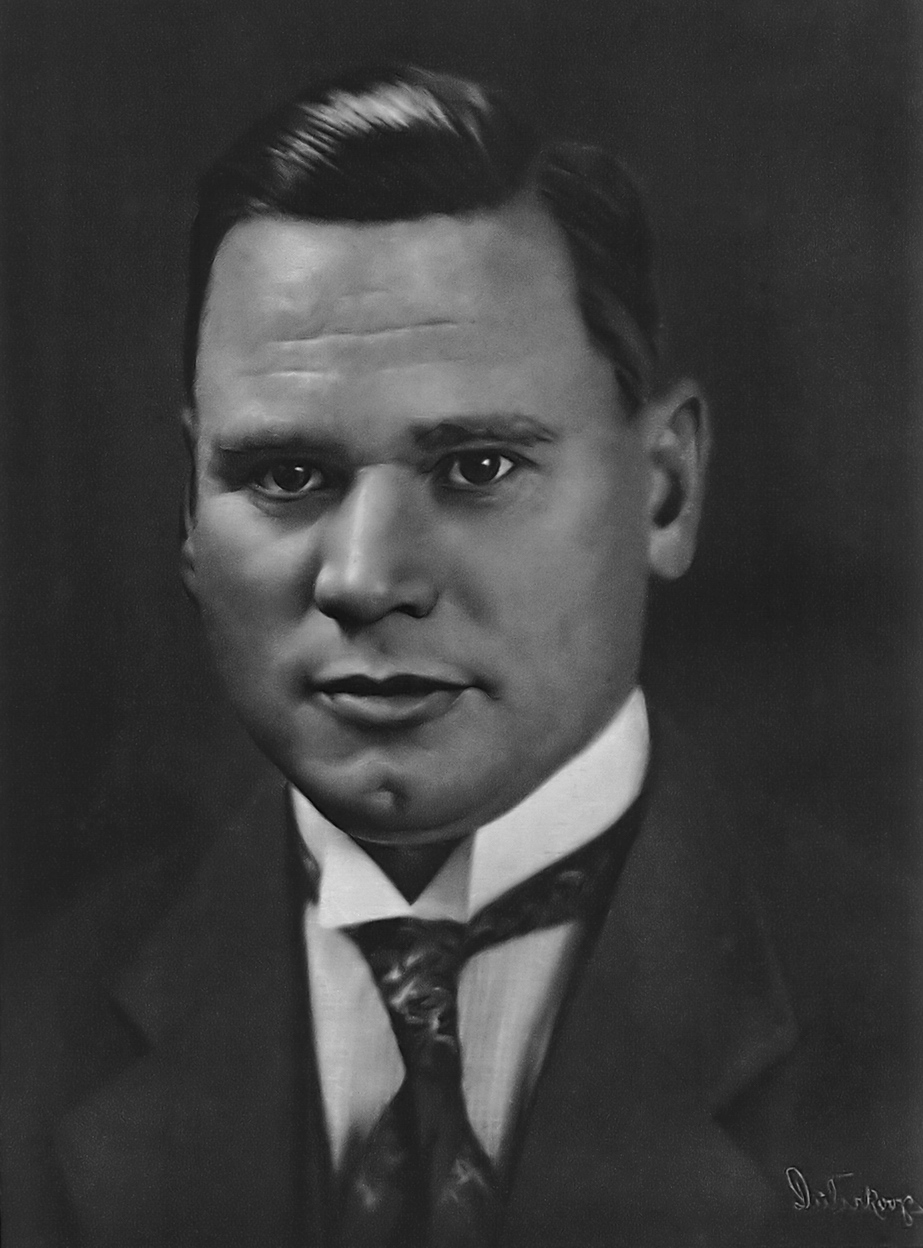
Max Brauer in 1927

Max Friedrich Julius Brauer (Ottensen, 3 september 1887 - Hamburg, 2 februari 1973), was een Duits politicus die van 1946 tot 1953 en van 1957 tot 1960 eerste burgemeester (Erster Bürgermeister) van Hamburg was.
In 1923 was Brauer burgemeester van de onafhankelijke stad Altona. Brauer vluchtte in 1933 voor het nazi-regime naar de Verenigde Staten met een paspoort van een vriend. In 1934 werd het Duitse staatsburgerschap van Brauer ingetrokken. Hij handhaafde het Amerikaanse staatsburgerschap. In juli 1946 kwam hij terug naar Hamburg om te werken voor de American Federation of Labor. Na de verkiezingen van het parlement van Hamburg in oktober 1946 werd Brauer gekozen als de eerste burgemeester van Hamburg. Brauer was lid van de Sozialdemokratische Partei Deutschlands (SPD).
Van 1961 tot 1965 was Brauer lid van de Duitse Bondsdag.